# Avenida Reforma
La Avenida Reforma es un bulevar principal en la parte este de la Ciudad de Guatemala, la capital de Guatemala. Es considerada una de las avenidas principales de la ciudad. Tiene 2.26 kilómetros (1.4 miles) de longitud, y un ancho promedio de 60 metros (197 pies) de acera a acera.
Va de norte a del sur, conectando las áreas norte y centro de la ciudad (Zonas 1, 4, y 5) con los distritos del sur (Zonas 9, 10, 13, y 14). Divide la Zona 9 de la Zona 10. Está adyacente a la Zona Viva, donde se hallan múltiples edificios modernos. Finaliza hacia el sur en el Obelisco, donde continúa la Avenida Las Américas.
En muchos sentidos es una imitación a la famosa e histórica Avenida Paseo de la Reforma de la Ciudad de México, desde su trazo, ornamentación y denominación.

## Historia

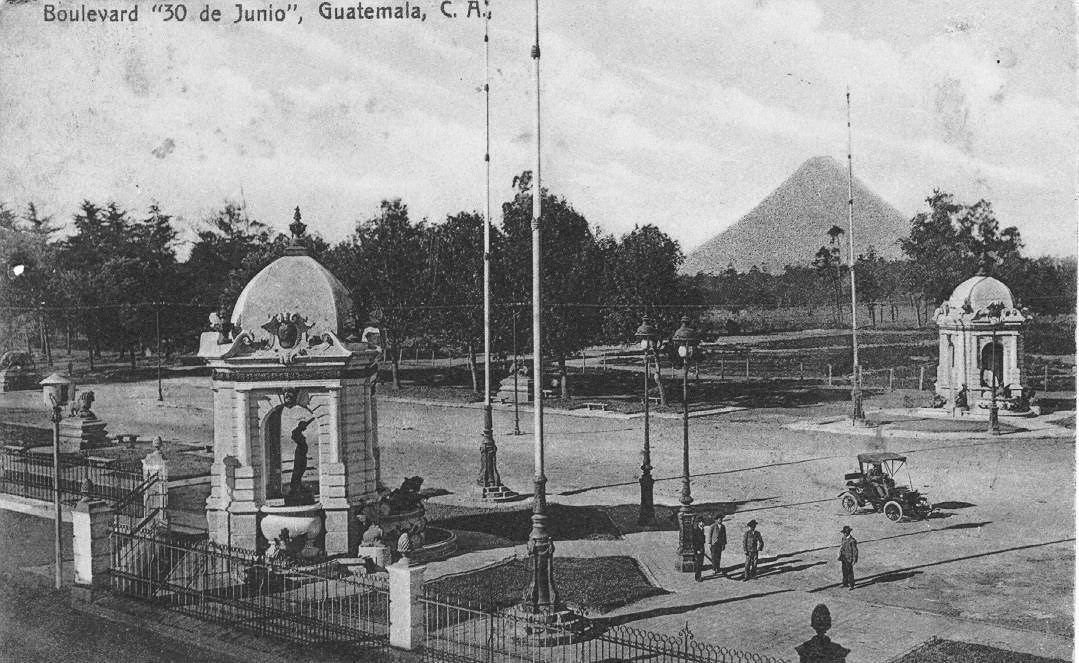
Bulevar 30 de junio en 1898

La Avenida Reforma era originalmente conocida como Bulevar 30 de Junio, para conmemorar la Revolución Liberal de 1871 de Miguel García Granados y Justo Rufino Barrios. La construcción inició en 1892, y se inauguró en 1895 durante el mandato del presidente José María Reina Barrios. Reina Barrios había querido exhibir el desarrollo económico de Guatemala para la 1897 Exposición Centroamericana de 1897; inspirándose en la Avenida de los Campos Elíseos en París,  encargó varias esculturas y fuentes de artistas extranjeros. También encargó la construcción del Palacio de la Reforma, un palacio de estilo francés que estaba ubicado en el extremo sur del bulevar y funcionaba como museo. Cabe mencionar que estos gastos, entre otras razones, causaron una crisis económica en el país.
Los terremotos de 1917 y 1918 destruyeron muchos de los edificios a lo largo del bulevar, incluyendo el Palacio de la Reforma. El extremo sur de la Avenida Reforma fue un lote baldío hasta 1935, cuando se construyó el Obelisco. A través de los años, la Avenida Reforma ha tenido varios nombres; de su nombre original de Bulevar 30 de Junio  cambió a Bulevar Reformador, posteriormente a Bulevar La Reforma, Paseo La Reforma, hasta su nombre actual de Avenida Reforma. Todos estos nombres están relacionados con la Revolución Liberal de 1871.
En muchos sentidos, para quienes desconocen de historia, es una imitación a la famosa e histórica Avenida Paseo de la Reforma de la Ciudad de México, desde su trazo, ornamentación y denominación; no siendo la única imitación realizada al país norteamericano.

## En la actualidad
Debido a los terremotos mencionados anteriormente, hoy en día quedan muy pocos de los edificios originales a lo largo de la avenida; entre ellos, la Escuela Politécnica y casas de estilo Misión. Otro edificio notable de los primeros años de la Avenida Reforma es el Asilo de Convalecientes Joaquina Estrada Cabrera, construido en 1909. Fue el primer edificio restaurado después de los terremotos, y es utilizado actualmente como las oficinas del Ministerio de Educación. Muchas de las residencias han sido reemplazadas por edificios modernos;  actualmente la Avenida Reforma es considerada un distrito empresarial y comercial. En 2013 se construyó una ciclovía a lo largo de la avenida. Parte de la Avenida Reforma se cierra al tráfico los domingos en la mañana, como parte del programa Pasos y Pedales implementado por la Municipalidad de Guatemala. Pareciendo otra imitación a los paseos dominicales familiares que se implementan en el Paseo de la Reforma de la Ciudad de México aunque esta inició en 2007 y el proyecto en Guatemala en 2001.

## Monumentos
El arriate central de la Avenida Reforma está jardinizado y cuenta con varios monumentos. Entre los primeros monumentos erigidos en 1896 destacan dos estatuas de Miguel Garcia Granados y Justo Rufino Barrios. La primera aún está ubicada en su sitio original, en la intersección con la 2a. Calle. La segunda se ubicaba originalmente frente al Palacio de la Reforma;  fue almacenada después de los terremotos de 1918, y actualmente se ubica frente al Museo del Ferrocarril en la Zona 1.
Durante el siglo XX se añadieron más esculturas en honor de diversos personajes, como Henri Dunant, fundador de la Cruz Roja; Miguel Hidalgo y Costilla, prócer de la independencia de México; Benito Juárez, presidente mexicano; José Joaquín Palma y Rafael Álvarez Ovalle, creadores del himno nacional de Guatemala; y Miguel Ángel Asturias, ganador del premio Nobel en Literatura en 1967.  Otros monumentos que destacan son el Monumento a la Madre; la Estrella de David, ubicada en la Plaza Israel; y varias estatuas de animales como leones, toros, y jabalíes.

## Galería

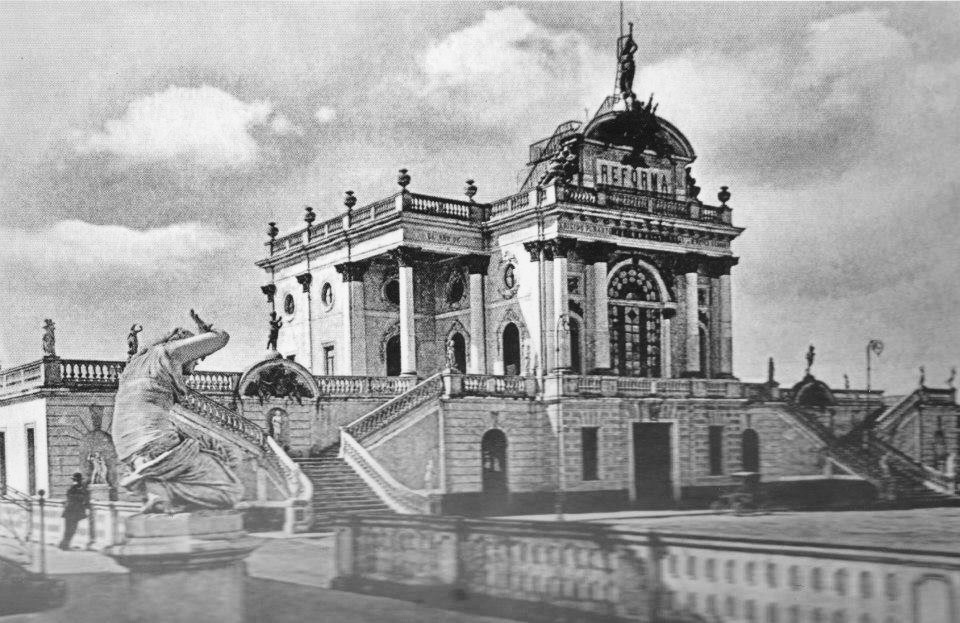
Palacio de la Reforma en 1900
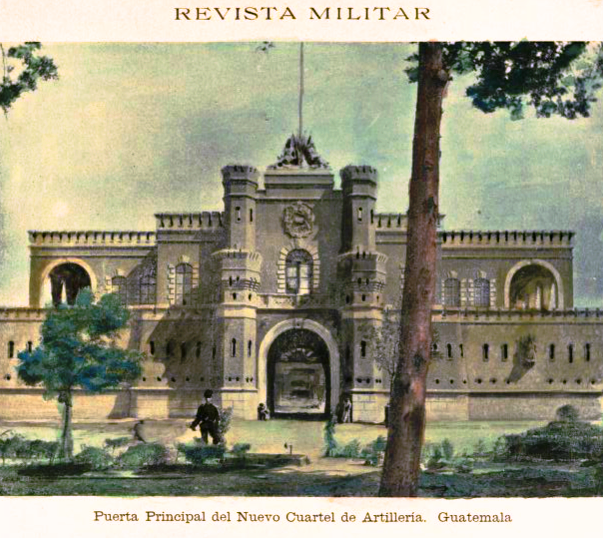
Escuela Politécnica en 1899. El edificio sigue en uso.
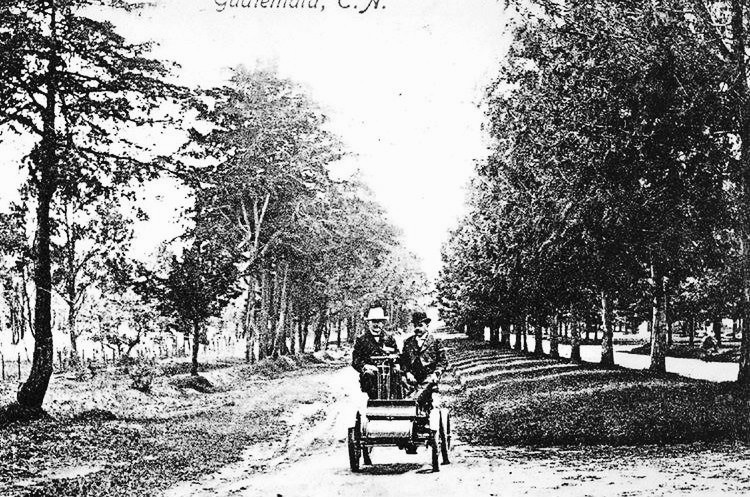
Avenida Reforma (entonces Paseo de la Reforma) en 1903.
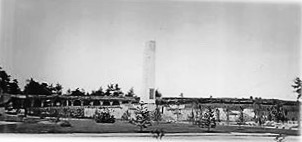
El Obelisco en 1935.
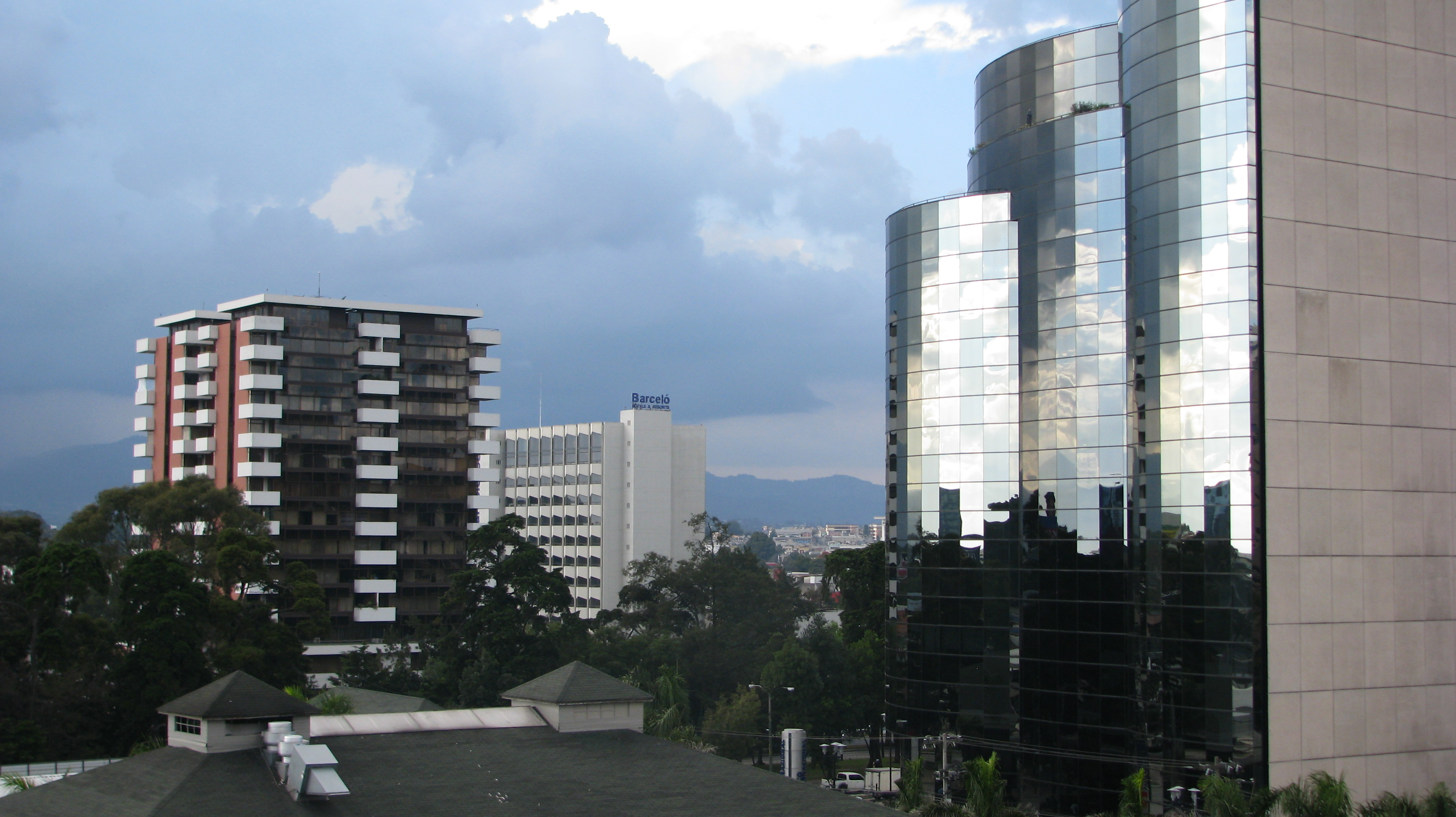
El edificio Reforma Obelisco (izquierda), construido en 1976, y la Torre Internacional (derecha), construida en 1997.
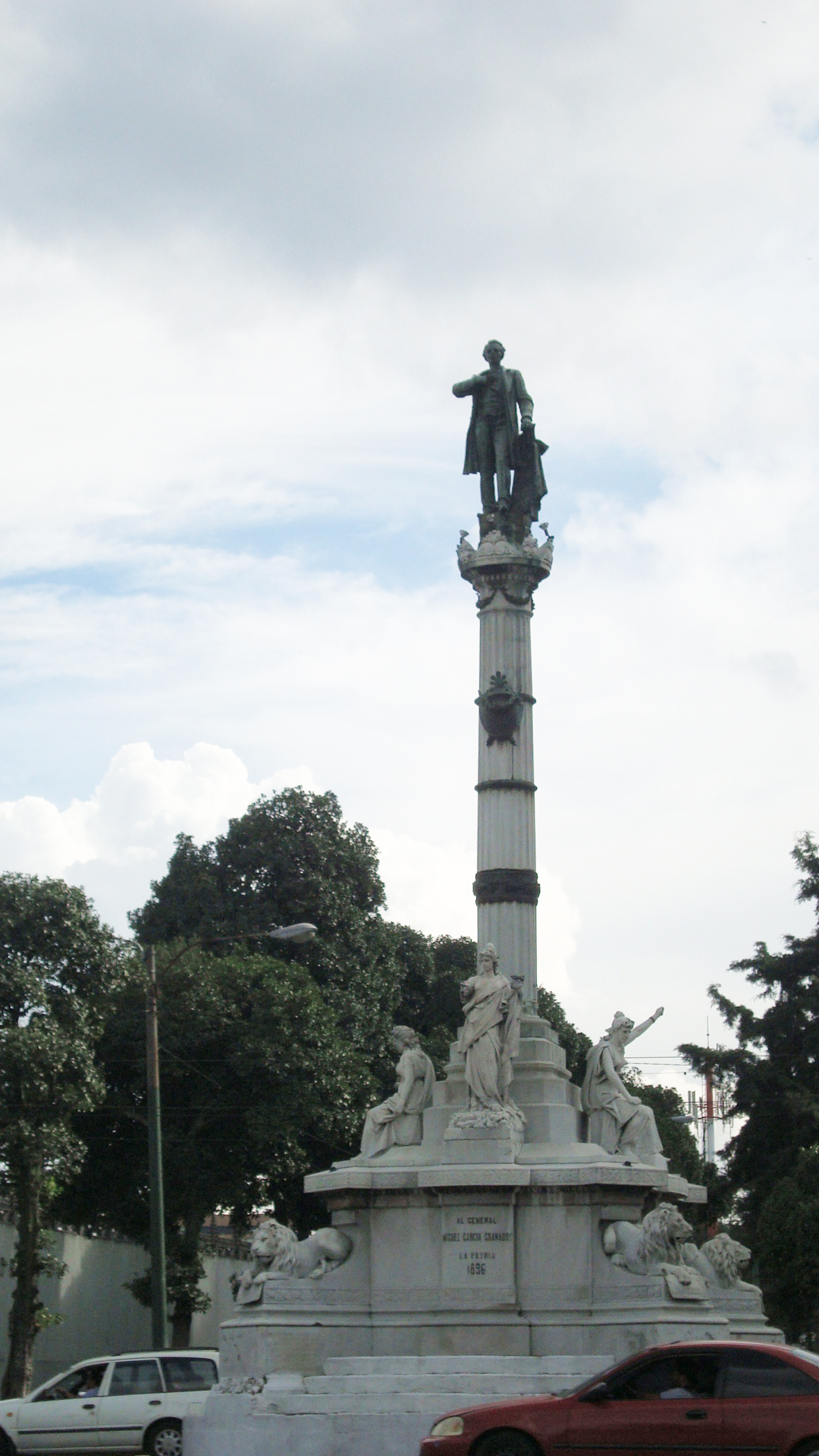
Monumento a Miguel García Granados, el cual data de 1896.